# Улица Кутузова (Москва)
У́лица Куту́зова — тупиковая улица в Москве на территории Можайского района Западного административного округа.

## Расположение
Улица начинается от дублёра Можайского шоссе, проходит в направлении на северо-запад и заканчивается тупиком возле въезда в ЖК «Грин Хаус». Нумерация домов начинается от Можайского шоссе.
Рядом с улицей расположен пруд, очистка которого идёт с конца 2008 года.

## Происхождение названия
Улица получила своё название в честь полководца Михаила Илларионовича Кутузова ещё в составе города Кунцево, многие объекты которого были названы в память Отечественной войны 1812 года.
После включения города Кунцево в состав Москвы в 1960 году улица своё название сохранила.

## Здания и сооружения
По нечётной стороне:
- № 1, 3, 5, 7, 9, 11 — панельные жилые дома
- № 11к2, 11к3, 11к4 — жилой комплекс «Greenhouse»

По чётной стороне:
- № 2 — панельная многоэтажка
- № 6 — панельная многоэтажка
- № 8 — панельная многоэтажка
- № 20 — школа № 65

## Транспорт

### Железнодорожный транспорт
- Станция «Рабочий Посёлок» Смоленского направления МЖД

### Наземный транспорт
По улице общественный транспорт не ходит.
Неподалёку, на Можайском шоссе, расположена автобусная остановка «Дорогобужская улица», откуда ходят автобусы
- до метро «Кунцевская»:
  - № 45 — (66-й квартал Кунцева — Метро «Кунцевская»)
  - № 190 — (Беловежская улица — Метро «Молодёжная»)
  - № 612 — (Улица Герасима Курина — Троекуровское кладбище) только к Улице Герасима Курина
- до метро «Славянский бульвар»:
  - № 157 — (Беловежская улица — Киевский вокзал)
  - № 205 — (Совхоз «Заречье» — Улица Довженко)
  - № 231 — (Беловежская улица — Метро «Филёвский парк»)
  - № 818 — (Международный университет — Метро «Филёвский парк»)
  - № 840  — (66-й квартал Кунцева — Киевский вокзал)
- в соседние районы города:
  - № 104 (Метро «Филёвский парк» — Платформа «Рабочий Посёлок») (кольцевой, только к платформе «Рабочий Посёлок»)
  - № 609 (Беловежская улица — Кунцевский рынок) (кольцевой, только к Беловежской улице)
  - № 732 (Крылатское — метро «Славянский бульвар»)
  - № 779 (Улица Федосьино — Платформа «Рабочий Посёлок») (кольцевой, только к платформе «Рабочий Посёлок»)